# Fußball-Oberliga Nord (1947–1963)
Fußball-Oberliga Nord byla jedna z pěti skupin Oberligy, nejvyšší fotbalové soutěže na území Německa v letech 1945 – 1963. Vytvořena byla v roce 1947 britskou okupační správou. Pořádala se na území Dolního Saska, Šlesvicko-Holštýnska, a na území svobodných měst Hamburk a Brémy. Vítězové jednotlivých skupin Oberligy postupovaly do celostátní soutěže, která trvala necelý měsíc, v níž se kluby utkávaly vyřazovacím způsobem.
Zanikla v roce 1963 po vytvoření první ligové soutěže na území Německa (Bundesliga).

## Nejlepší kluby v historii - podle počtu titulů
Zdroj: 
| Vítězové nejvyšší ligové soutěže |        |                                                                                          |
| Klub                             | Tituly | Vítězné ročníky                                                                          |
| Hamburger SV                     | 15     | 1948, 1949, 1950, 1951, 1952, 1953, 1955, 1956, 1957, 1958, 1959, 1960, 1961, 1962, 1963 |
| Hannover 96                      | 1      | 1954                                                                                     |

## Vítězové jednotlivých ročníků
Zdroj: 
| Fußball-Oberliga Nord (1947 – 1963)                                           |                   |                                 |                      |
| Ročník                                                                        | Vítěz Oberligy    | Umístění v německém mistrovství | Německý mistr        |
| 1947 – 1948                                                                   | Hamburger SV (1)  | Čtvrtfinále                     | 1. FC Norimberk      |
| 1948 – 1949                                                                   | Hamburger SV (2)  | Čtvrtfinále                     | VfR Mannheim         |
| 1949 – 1950                                                                   | Hamburger SV (3)  | Čtvrtfinále                     | VfB Stuttgart        |
| 1950 – 1951                                                                   | Hamburger SV (4)  | Skupina 2 (3. místo)            | 1. FC Kaiserslautern |
| 1951 – 1952                                                                   | Hamburger SV (5)  | Skupina 1 (3. místo)            | VfB Stuttgart        |
| 1952 – 1953                                                                   | Hamburger SV (6)  | Skupina 2 (3. místo)            | 1. FC Kaiserslautern |
| 1953 – 1954                                                                   | Hannover 96 (1)   | Vítěz                           | Hannover 96          |
| 1954 – 1955                                                                   | Hamburger SV (7)  | Skupina 1 (2. místo)            | Rot-Weiss Essen      |
| 1955 – 1956                                                                   | Hamburger SV (8)  | Skupina 2 (2. místo)            | Borussia Dortmund    |
| 1956 – 1957                                                                   | Hamburger SV (9)  | Finále                          | Borussia Dortmund    |
| 1957 – 1958                                                                   | Hamburger SV (10) | Finále                          | FC Schalke 04        |
| 1958 – 1959                                                                   | Hamburger SV (11) | Skupina 2 (2. místo)            | Eintracht Frankfurt  |
| 1959 – 1960                                                                   | Hamburger SV (12) | Vítěz                           | Hamburger SV         |
| 1960 – 1961                                                                   | Hamburger SV (13) | Skupina 1 (3. místo)            | 1. FC Norimberk      |
| 1961 – 1962                                                                   | Hamburger SV (14) | Skupina 2 (3. místo)            | 1. FC Köln           |
| 1962 – 1963                                                                   | Hamburger SV (15) | Skupina 2 (4. místo)            | Borussia Dortmund    |
| • V roce 1963 se kluby Mistrovství NSR dohodly na založení Fußball-Bundesligy |                   |                                 |                      |